# Branislav Pokrajac
Branislav Pokrajac   (Belgrad, 27 de gener de 1947 - Belgrad, 5 d'abril de 2018) fou un jugador d'handbol iugoslau d'origen serbi, que va competir durant les dècades de 1960 i 1970. Posteriorment, fins al 2012, exercí d'entrenador en diversos equips i seleccions nacionals.
El 1972 va prendre part en els Jocs Olímpics de Múnic, on guanyà la medalla d'or en la competició d'handbol. Quatre anys més tard, als Jocs de Mont-real, fou cinquè en la mateixa competició.
Com a jugador també guanyà dues medalles de bronze al Campionat del món d'handbol, el 1970 i 1974.
Com a entrenador guanyà la medalla d'or als Jocs de Los Angeles de 1984, la de plata al Campionat del món de 1982 i les de bronze al Campionat del món de 2001 i d'Campionat d'Àsia de 2004.